# Боровик несъедобный
Борови́к несъедо́бный (лат. Caloboletus calopus), синонимы: борови́к красивоно́жковый, борови́к краси́вый — гриб из семейства Болетовые (Boletaceae). Несъедобен из-за горького вкуса.

## Описание
Шляпка в диаметре составляет 4,5—15 см, иногда до 20 см, шляпка имеет полушаровидную, позднее выпуклую форму с завёрнутым или свисающим волнистым краем, на ощупь гладкая, изредка морщинистая, матовая, сухая, позднее голая. Цвет кожицы — светло-коричневый, оливково-светло-бурый, бурый или серовато-бурый.
Мякоть беловатая или светло-кремовая, местами синеет на срезе (в основном в шляпке), горькая на вкус. 
Ножка 3—15 см высотой и 1—4,5 см толщиной, вначале бочонковидная, потом цилиндрическая или булавовидная, иногда заострённая у основания, плотная, цвет сверху лимонно-жёлтый с белой сеткой, в середине — карминно-красный с красной сеткой, снизу буро-красный.
Трубчатый слой лимонно-жёлтый, позднее оливково-жёлтый, поры закруглённые, мелкие, в молодом возрасте серовато-жёлтые, позднее лимонно-жёлтые, с зеленоватым оттенком, при надавливании синеют.
Споровый порошок буровато-оливковый. Споры 12—16 × 4—6 мкм, эллипсоидно-веретеновидные, охряные, гладкие.

## Экологияи распространение
Европа, юг европейской части России, Калининградская область. Встречается в хвойных, дубовых и широколиственных лесах, часто на кислой песчаной почве, а также под дубами в скверах и парках. 

Сезон июль — октябрь.

## Изображения

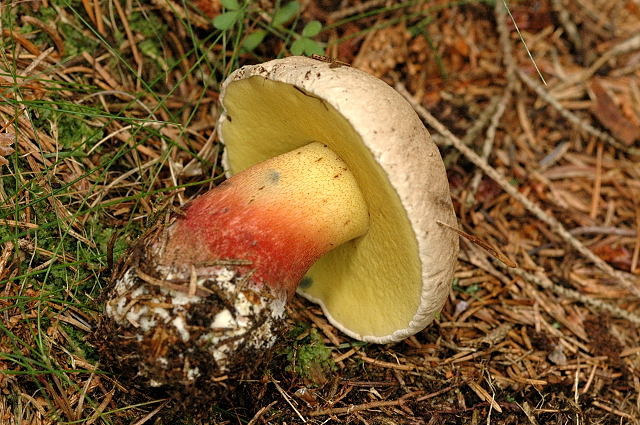